# Kinect Star Wars
Kinect Star Wars è un videogioco di Guerre stellari sviluppato dalla Terminal Reality e pubblicato dalla LucasArts e dalla Microsoft Studios per Xbox 360 dotata di periferica Kinect. Pensato per giocatori con età maggiore di tredici anni, il videogioco è stato pubblicato il 3 aprile 2012. Il personaggio giocabile in Star Wars Kinect è un Jedi, che il giocatore può controllare usando il sistema Kinect.